# Mark-Anthony Kaye
Mark-Anthony Kaye (ur. 2 grudnia 1994 w Toronto) – kanadyjski piłkarz pochodzenia jamajskiego występujący na pozycji środkowego pomocnika, zawodnik San Jose Earthquakes. Od 2017 reprezentant Kanady.

## Życiorys
Po dwuletniej karierze uniwersyteckiej na Uniwersytecie York w Kanadzie, gdzie strzelił 18 bramek w 29 meczach Kaye w 2013 dołączył do Toronto FC Academy.

### Kariera klubowa
W latach 2013–2015 był zawodnikiem rezerw Toronto FC, skąd 22 sierpnia 2014 został wypożyczony do Louisville City FC z USL Championship. 12 marca 2015 Kaye i siedmiu innych graczy podpisało kontrakt z drużyną USL Toronto FC II przed ich inauguracyjnym sezonem. W Toronto FC II zadebiutował 22 marca 2015 na stadionie MUSC Health Stadium (Charleston, Karolina Południowa) w przegranym 2:3 meczu przeciwko Charleston Battery. 13 stycznia 2016 Kaye podpisał umowę z drużyną USL Louisville City FC.
5 lutego 2018 po dwóch sezonach w Louisville Kaye został sprzedany do amerykańskiej drużyny Los Angeles FC z Major League Soccer. W MLS zadebiutował 4 marca 2018 na stadionie CenturyLink Field (Seattle, Waszyngton) w wygranym 1:0 meczu przeciwko Seattle Sounders FC.

### Kariera reprezentacyjna
Reprezentant Kanady w kategorii U-23, wystąpił w czterech meczach.
W seniorskiej reprezentacji Kanady zadebiutował 14 czerwca 2017 na stadionie Stade Saputo (Montreal, Quebec) w wygranym 2:1 meczu towarzyskim z Curaçao. 27 czerwca 2017 został wybrany do drużyny Kanady na turniej Złoty Puchar CONCACAF 2017, a 20 maja 2019 na Złoty Puchar CONCACAF 2019.

## Sukcesy

### Klubowe
Louisville City FC
- Zwycięzca USL Championship: 2017[4]

### Indywidualne
- Major League Soccer All-Star Game: 2019[13]